# Euploea erimas
Euploea erimas är en fjärilsart som beskrevs av Frederick DuCane Godman och Osbert Salvin 1878. Euploea erimas ingår i släktet Euploea och familjen praktfjärilar. Inga underarter finns listade i Catalogue of Life.